# Costanilla

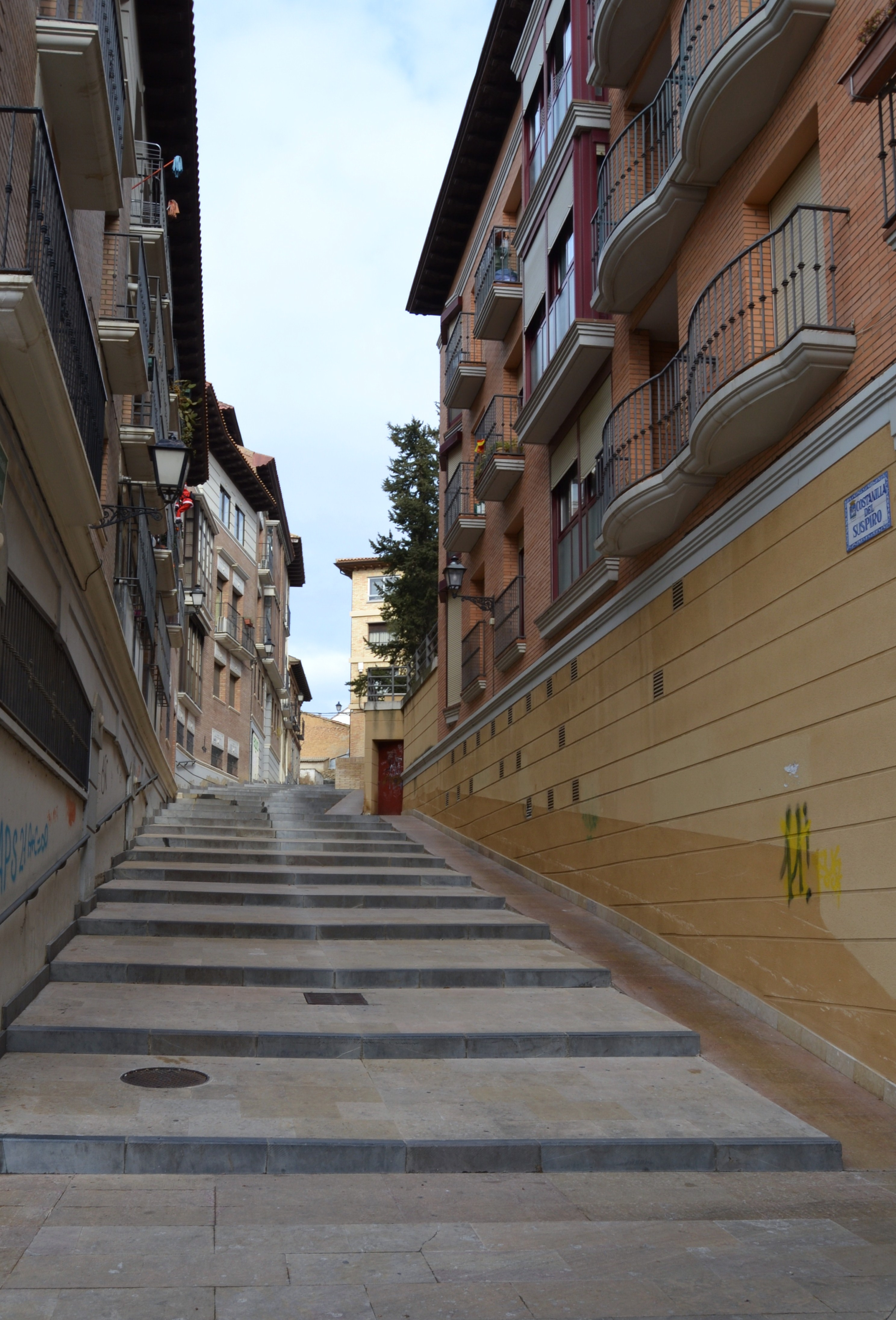
Costanilla del Suspiro, en la capital de Huesca (Aragón, España).

Costanilla es el nombre que se le da en España a un tipo de calle corta y en cuesta. 
Forma parte del rico conjunto léxico del callejero urbano, y aunque es término en desuso cuenta con una singular presencia en la literatura española entre los siglos XVI y XX.

## Etimología y usos
La Real Academia Española anota que "costanilla" es diminutivo de «costana», vía breve pero con mayor inclinación o vertiente que las que la rodean.
En la nomenclatura del callejero tradicional en lengua castellana, "costanilla" está relacionada con "cuesta", siendo esta una vía principal y con mayor declive o vertiente.
Común en ciudades y pueblos de la geografía española, en Madrid capital existe la muy galdosiana calle de la Costanilla, que luego tomó el apellido de costanilla de los Capuchinos. En su forma plural da nombre a históricos barrios en ciudades como Córdoba, Sevilla o Segovia.

## En la literatura
Puede tomarse como partida el dato de que el tercer amo del Lazarillo de Tormes, escudero venido a pobre de solemnidad, naciera en la Costanilla de Valladolid —luego calle de la Platería de la capital pucelana— (de ello presume ante Lázaro en el "Tratado tercero" de la obra), y luego ir subiendo por entre novelas, dramas y tragedias hasta Luces de bohemia, umbral de los esperpentos de Valle-Inclán:

"Rinconada en costanilla y una iglesia barroca por fondo. Sobre las campanas negras, la luna clara. Don Latino y Max Estrella filosofan sentados en el quicio de una puerta. A lo largo de su coloquio, se torna lívido el cielo. En el alero de la iglesia pían algunos pájaros. Remotos albores de amanecida. Ya se han ido los serenos, pero aún están las puertas cerradas. Despiertan las porteras".
Ramón María del Valle-Inclán

También figura con su doble valor de término musical y evocación visual en el género de la poesía, como lo recuerda el octosílabo del poeta del 27 Jorge Guillén: «calles, agrios, costanillas». Y lo escogió para titular sus memorias el hispanista inglés Charles David Ley, en una imaginaria Costanilla de los Diablos.